# Danilska kultura
Danilska kultura (4500. – 3900. pr. Kr.) javlja se u predjelima jadranske obale, a ime je dobila po lokalitetu selu Danilu istočno od Šibenika. Godine 1951. Duje Rendić-Miočević pokusnim je iskopavanjem u polju kraj tog sela otkrio dotada nepoznatu neolitičku kulturu, a Josip Korošec nazvao ju je danilskom te je 1953. i 1955. na istom mjestu proveo sustavna istraživanja otkrivši ostatke bogatog naselja sa zemunicama te drugim objektima kao i veliku količinu keramičkog materijala. 
Iako velik dio nalaza potječe iz špilja, važnija i bogatija naselja danilske kulture nalazila su se na otvorenom, a špilje su služile tek kao povremena boravišta. Naselja se pretežno nalaze na istim položajima kao i ona iz prethodne faze impresso-keramike, redovito uz ležišta gline, obradivo plodno zemljište, usred polja, u blizini izvora vode, najčešće u dolinama a ponekad uz morsku obalu, dijelom zbog ribarstva (Vrsi, Privlaka).
Ljudi su živjeli ili u ukopanim kružnim kolibama (Danilo), u nadzemnim kružnim kućicama (Smilčić) ili u nadzemnim četvrtastim kućama s podom od nabijene gline (Bribir). Poznato je više od 40 nalazišta Danilske kulture a najznačajnija su Danilo, Smilčić i Bribir. 
Danilska kultura utjecala je na razvoj okolnih područja, posebno na kakanjsku i butmirsku kulturu u srednjoj Bosni.
Kuće su od drvenih balvana, granja i pruća, s krovom od slame ili trstike. Dosta je nađeno koštanih predmeta, nakita te posuđa bolje kvalitete. To je posuđe dojmljivo zbog bogate ornamentike izvedene udubljivanjem, urezivanjem, žigosanjem, reljefnim oblikovanjem kombinirano s crvenom i bijelom inkrustacijom. Ukrasi su strogo geometrizirani a prevladavaju trokuti, rombovi, cik-cak, meandar, šahovska polja, a najčešći je spiralni ukras koji je i posebno svojstvo kulture. 
Kameni predmeti su noževi od opsidijana, strugala, pile, svrdla, strelice, žrvnjevi, sjekire i čekići, od ukrasnih predmeta narukvice, prstenje, zrna za ogrlice.
Oblici posuda su raznovrsni: zdjele, čaše, tanjuri, terine, lonci, vrčevi. 
Danilsku keramiku karakteriziraju posude s četiri zdepaste noge, s nakošenim recipijentom i visokom prstenastom ručkom. Unutrašnjost recipijenta premazana je crvenom bojom koja se lako otire. Crvena je boja oduvijek predstavljala simbol krvi, sunca, rađanja i života. Smatra se da je ta posuda (riton) služila u kultne svrhe u obredima povezanim uz plodnost i napredak zajednice. Starije posude imaju četiri (životinjske) noge a mlađe dvije ljudske klečeće noge. 
Prevladavaju tri mišljenja o izvorišnom području ritona u pretpovijesti. Po jednome, oni potječu iz Dalmacije, a argumenti su najveća brojnost, bogatstvo ukrasa te kvaliteta oblika. Ipak, u Dalmaciji još ne postoje dokazi o starijoj danilskoj ili protodanilskoj fazi u kojoj bi postojali primarni modeli ritona. 
Po drugome, ritoni potječu iz Grčke, zbog općeg kulturnog primata tog područja u odnosu na jadransko iako su jedini stratigrafski podaci iz naselja Elateja. Po trećem je mišljenju izvorišni prostor ritona središnja Albanija jer su najstariji ritoni pronađeni u naselju u Cakranu koje pripada prijelaznom razdoblju od ranog prema srednjem neolitiku.